# Can Congost
Can Congost és una masia de Camós (Pla de l'Estany) protegida com a bé cultural d'interès local.

## Descripció
Masia de planta irregular amb un gran nombre d'ampliacions i cossos afegits. El cos principal estaria format per tres crugies amb teulat a dues aigües. Al centre de la façana principal hi ha un arc de mig punt, actualment tapiat. Damunt té un gran badiu que segueix l'eix de simetria del carener amb un pilar central. Part de la coberta es recolza sobre pilars. Al lateral de la façana hi ha una porta rectangular amb llinda monolítica, amb una interessant inscripció de 1776. La majoria de les obertures són de llinda de pedra. El parament és molt divers, carreus ben treballats als angles, pedres amb morter de calç, lloses de pedres i restes d'un antic arrebossat. A l'era de la casa hi ha una cabana.

## Història
Mn. Constans cita un document de l'any 1275 que parla de Mas Congost. Un altre document de l'any 1367 cita un tal Joan de Congost-Damont de Sant Vicenç de Camós. L'any 1862, Francesc Congost, juntament amb cinc persones més, es repartiren la possessió de més de la meitat de les terres de Camós. En una llinda de la porta de la masia trobem aquesta inscripció "POSSEIDORS DESTA RECORDEUS DE LES ANIMAS DELS PASSATS JOSE CONGOST ME FECIT LO DIA 20 DE ABRIL DEL ANY 1776 CAMOS".